# بارا د سانتو آنتونیو
بارا د سانتو آنتونیو (به پرتغالی: Barra de Santo Antônio) یک منطقهٔ مسکونی در برزیل است که در آلاگواس واقع شده‌است. بارا د سانتو آنتونیو ۱۳۸٫۴۳ کیلومتر مربع مساحت و ۱۶٬۰۶۸ نفر جمعیت دارد.